# 埃爾霍沃市鎮

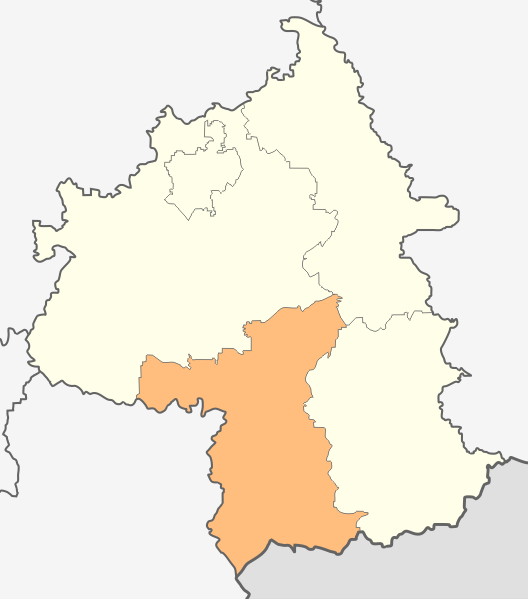

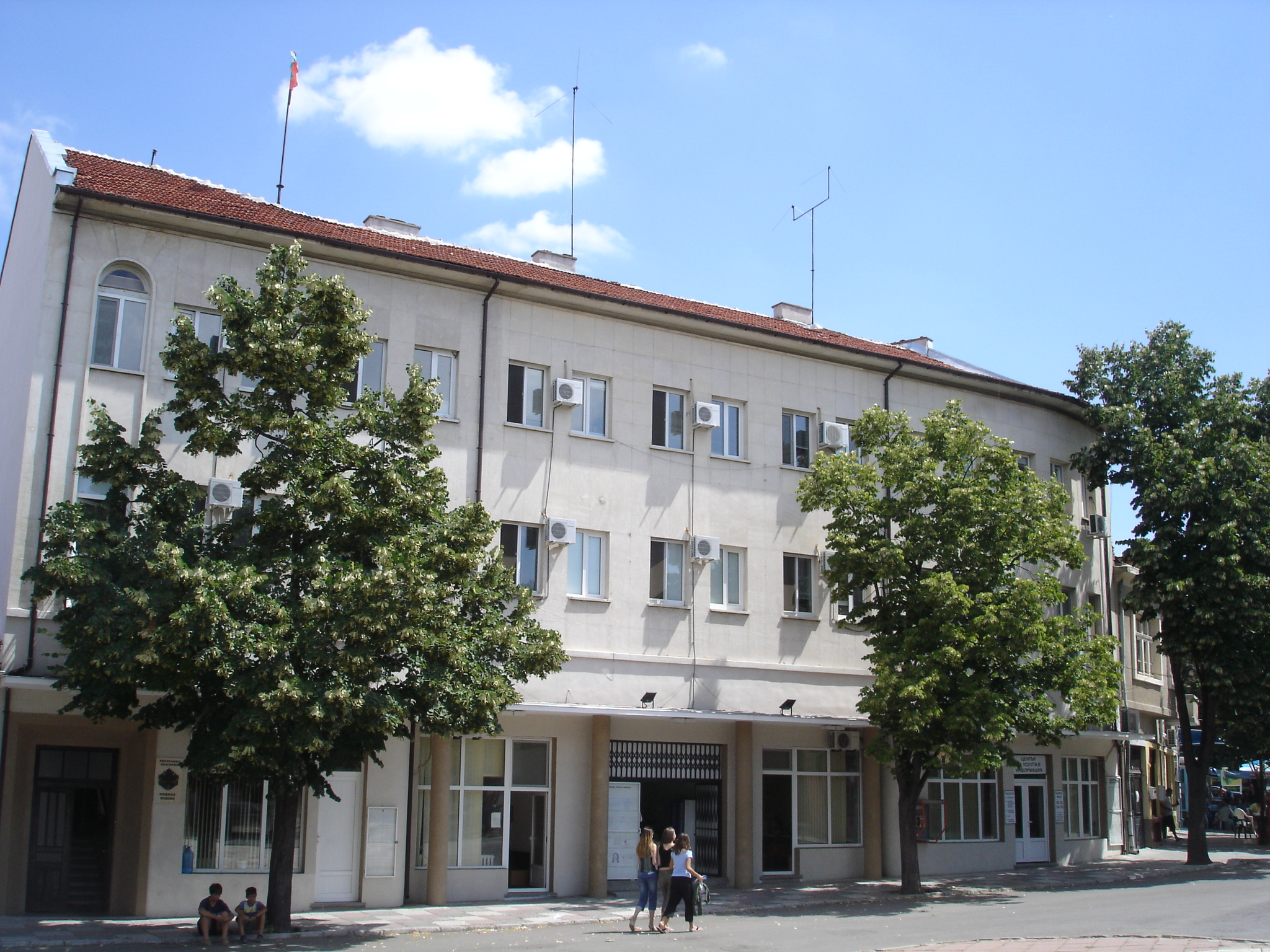

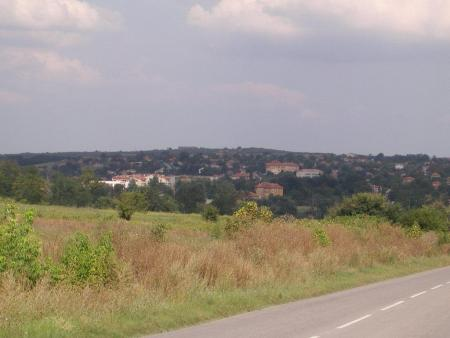

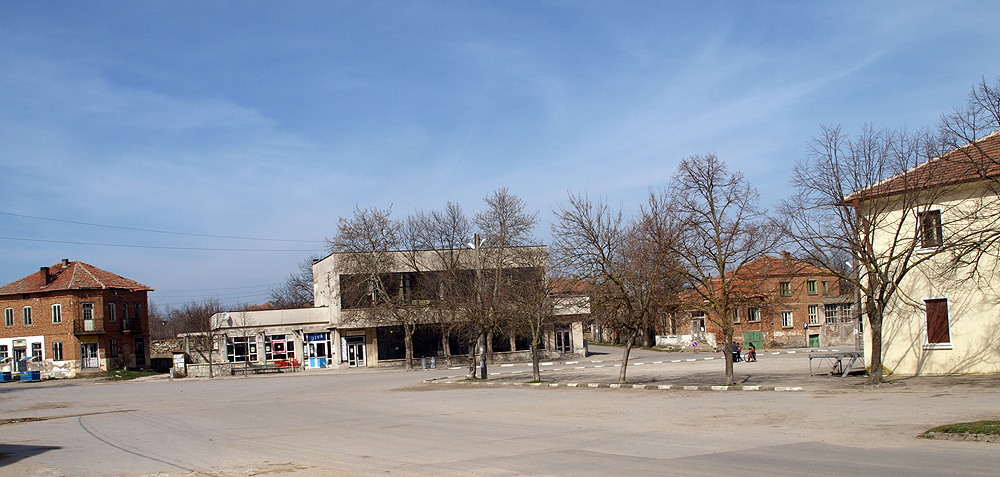

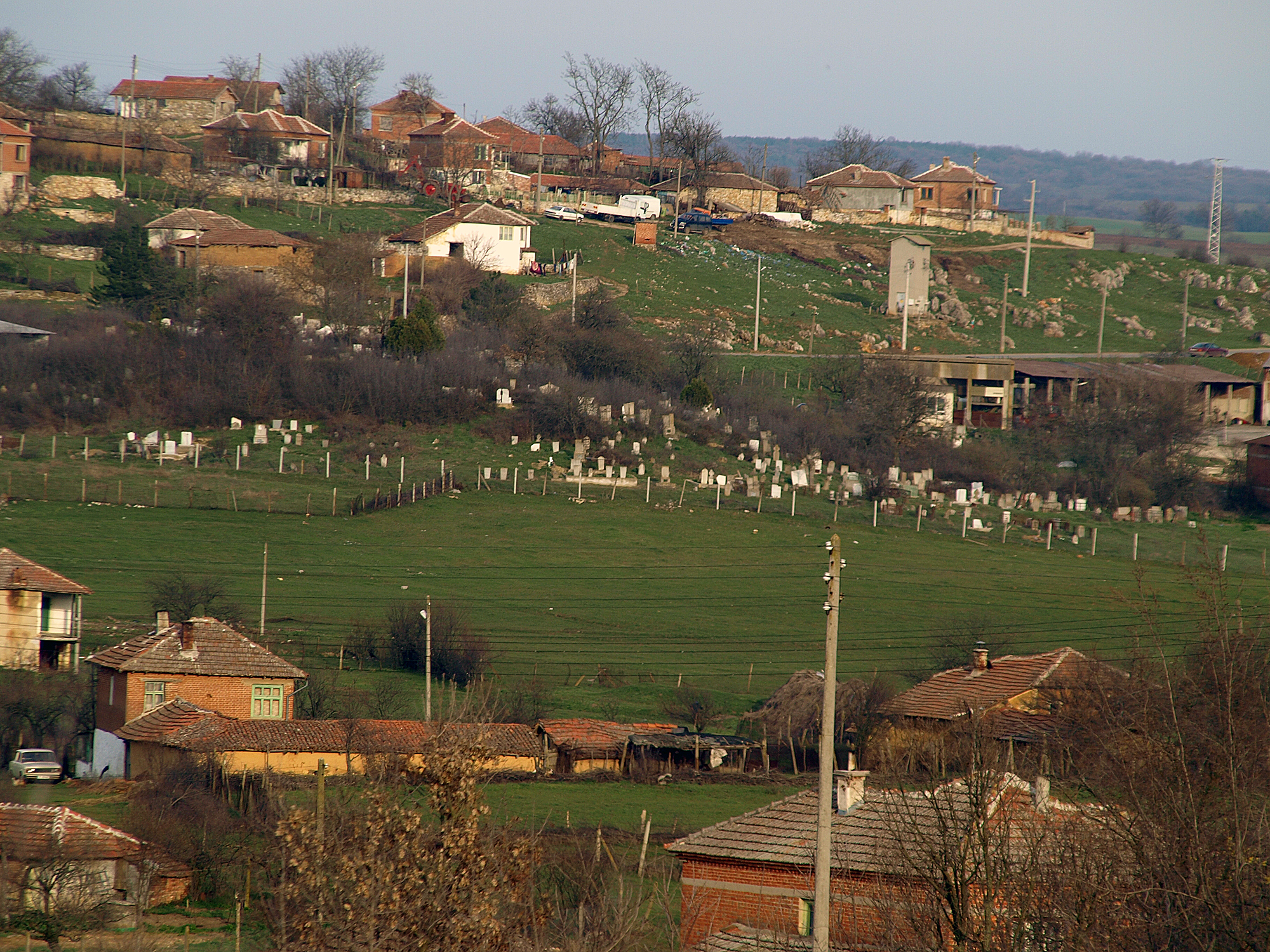

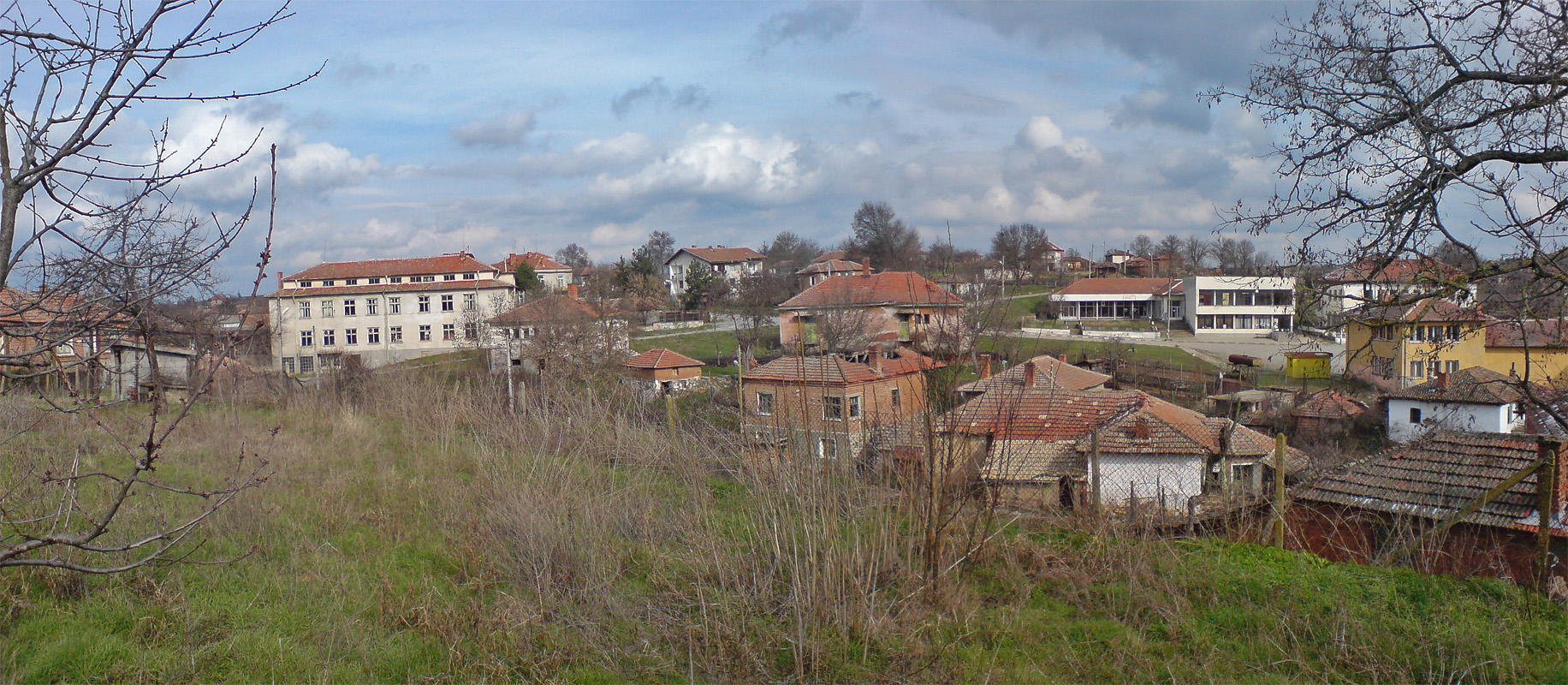

埃爾霍沃市，是保加利亞的城鎮，位於該國東南部，由揚博爾州負責管轄，首府設於埃爾霍沃，面積702平方公里，2011年人口16,219，人口密度每平方公里23.1人。
42°10′30″N 26°34′25″E / 42.174981°N 26.573524°E